# Grismannen
Grismannen är det äldsta projektet av musikern Peter Andersson, som är mest känd för enmannabandet Raison d'Être. Grismannen skapades 1989 och projektet avslutades runt 2004. Grismannen sägs vara relativt populär i Östeuropa, trots att man där ej förstår innebörden av texterna. Texterna handlar ofta om exkrement och/eller om rymden.
Grismannen har förekommit på en del samlingsskivor från det bolag som kontrakterat Raison d'Être; Cold Meat Industry.
Ett flertal album och EP har givits ut av Grismannen, bland annat en samlingsskiva (dubbel-CD), benämnd Absolute Bajs, som sammanfattar åren 1991-2001, och tar med många låtar som tidigare endast fanns på egenhändigt inspelade kassettband, och på CD-R skivor. Absolute Bajs är en begränsad utgåva på 250 exemplar.

## Diskografi
- Rymdbajs (Kassett) 1994
- På Nya Äventyr (Kassett) 1995
- A Journey Through The Gain In Pain In The Brain Again & Again (Kassett) 1997
- Greatest Shits 1989-1999 (CDr) 1999
- Absolute Bajs (2xCDr) 2004
- Panus Anus (CDr) 2004

Grismannen förekommer även på
- Perception Multiplied, Multiplicity Unified (CD) 2001 (finns ej i handeln)